# Unionsakterna (1800)

Det Förenade kungariket Storbritannien och Irlands unionsflagga.

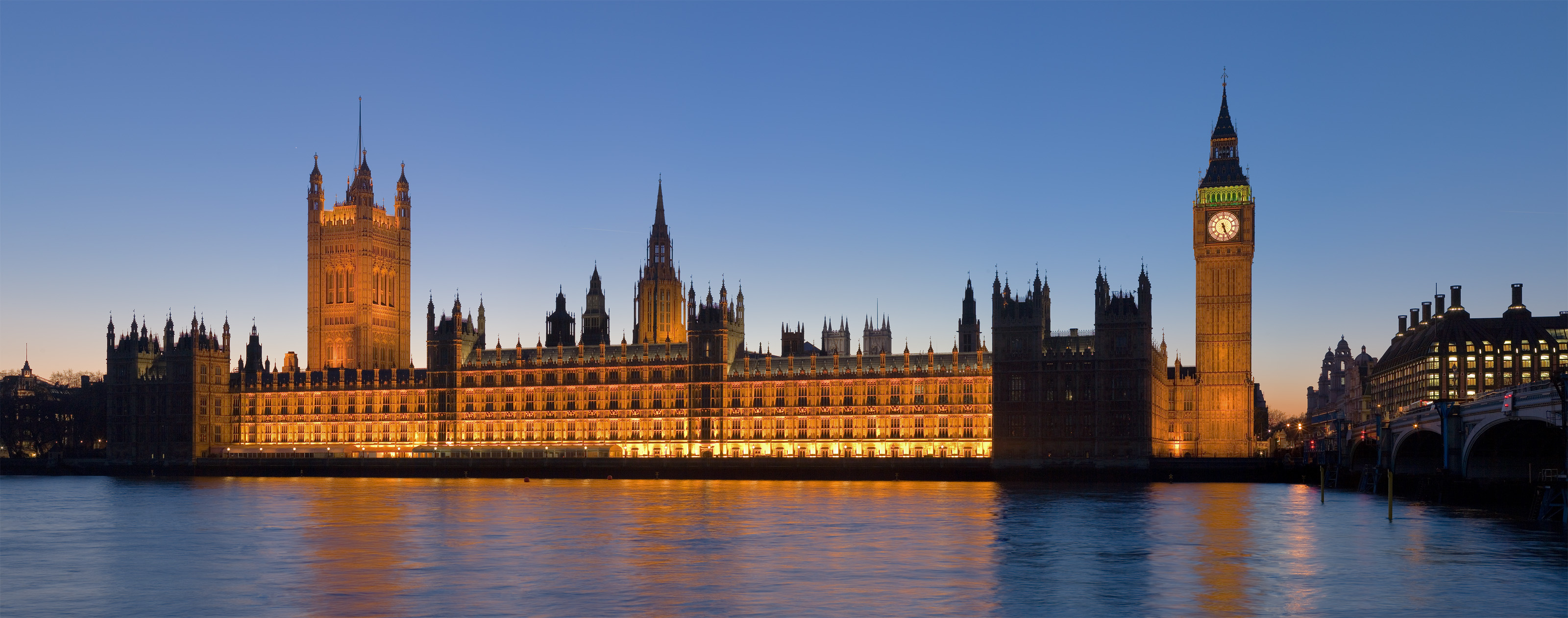
Förenade kungariket Storbritannien och Irlands parlamentsbyggnad, Palace of Westminster.

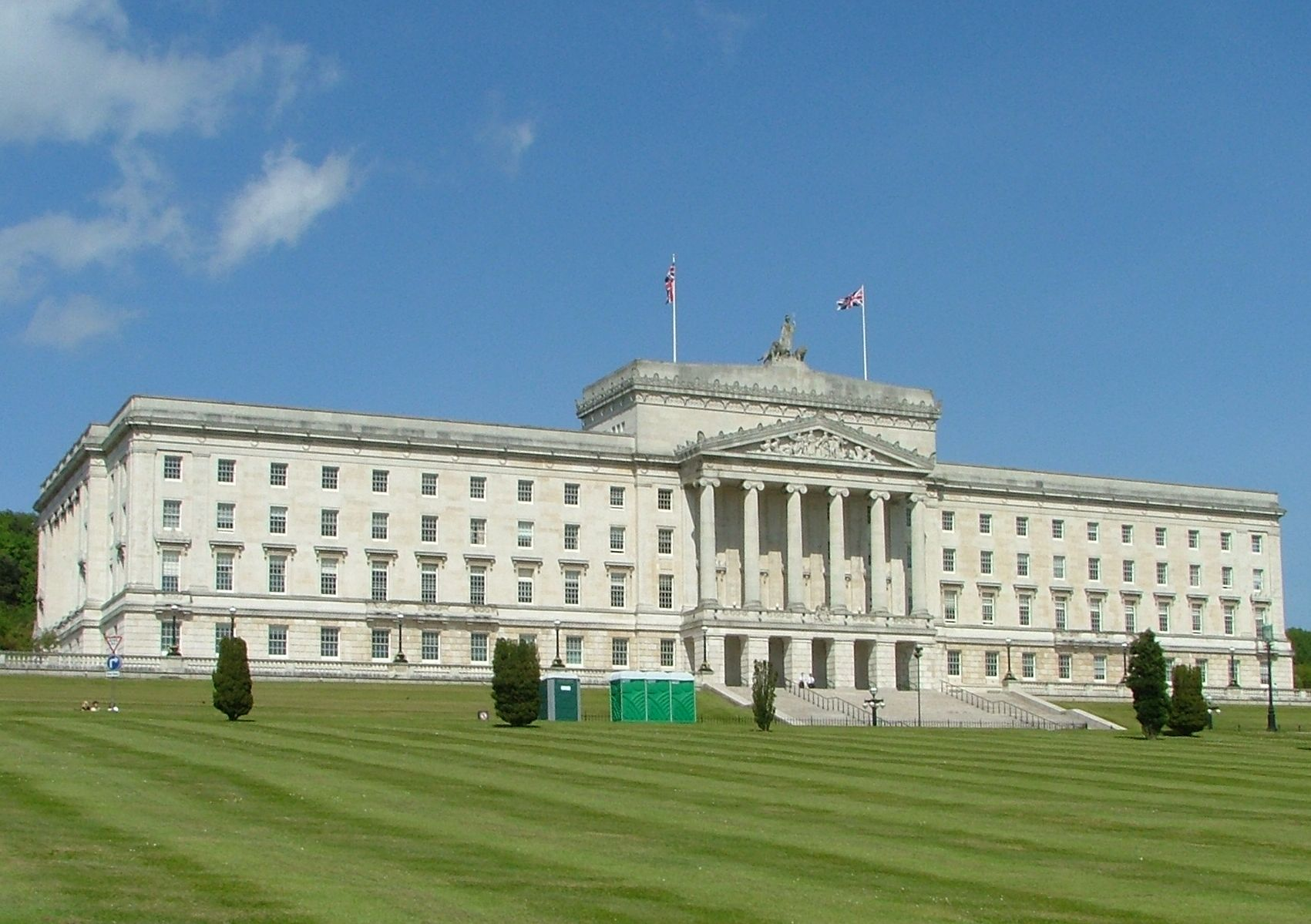
"Stormont", invigt 1932, i Belfast. Säte för Nordirlands parlament till 1972 och från 1998 för Northern Ireland Assembly.

Unionsakterna refererar till de beslut som togs av kungarikena Storbritanniens och Irlands respektive parlament sommaren år 1800 och som från den 1 januari 1801 skapade den nya statsbildningen det Förenade kungariket Storbritannien och Irland. Beslutet upphävde Storbritanniens parlament och Irlands parlament och skapade istället det Förenade konungariket Storbritannien och Irlands parlament. Under det 34:e parlamentet antogs dock titulärakten av 1927 som ändrade namnet till det Förenade konungariket Storbritannien och Nordirlands Parlament. Unionsakten ersatte också Georg III:s titlar som kung av Storbritannien och kung av Irland med den nya titeln som kung av det Förenade kungariket Storbritannien och Irland.

## Historik
Innan denna politiska realunion ingicks mellan Storbritannien och Irland hade den irländska tronen varit förbunden genom personalunion med först den engelska och därefter den brittiska tronen, allt sedan 1541, då de protestanter som dominerade det irländska parlamentet utropade Henrik VIII av England till kung av Irland. Kungariket Storbritannien som ersattes av det Förenade kungariket Storbritannien och Irland hade bildats på ett liknande sätt genom unionsakterna 1707 i Englands och Skottlands parlament. Kungariket England och Kungariket Skottland hade även de varit förenade i personalunion.
En viktig fråga för den nybildade staten var den om de irländska katolikernas emancipation. Valbara och röstberättigade till Irlands parlament hade endast irländska protestanter varit, och inför samgåendet hade ställts till utsikt att även katoliker skulle få rösträtt och representationsrätt till det förenade parlamentet. Georg III vägrade dock bevilja detta eftersom han ansåg detta strida mot sin kröningsed, och det var först efter reformlagstiftingen 1832 som katoliker fick representationsmöjlighet i parlamentet. Detta innebar att irländarna redan från början kände sig missgynnade i det politiska spelet, och frågan om irländskt självstyre (home rule) var ständigt återkommande under 1800-talet. Före första världskrigets utbrott hade frågan kommit så långt att en lösning med irländskt självstyre syntes vara en reell politisk möjlighet, men de brittiska politikerna var ovilliga att driva igenom en sådan förändring under brinnande krig. De irländska nationalisterna hade dock fått nog av obeslutsamheten i London och inledde därför påskupproret 1916, och därefter det irländska frihetskriget 1919-1921 där de utropade en egen republik och sökte att bryta sig ur unionen. Bägge försöken misslyckades men de ledde ändå fram till att man 1922 fick bilda en Irländsk fristat inom det Brittiska imperiet på den södra delen av ön. Det i huvudsak protestantiska Nordirland som 1921  hade accepterat ett erbjudande om självstyre inom det Förenade kungariket Storbritannien och Irland med bland annat ett eget parlament, nöjde sig med detta och avstod från att bli en del av fristaten i söder.

## Lokalt självstyre
Det Förenade kungariket Storbritannien och Irlands Parlament ändrade efter den irländska delningen genom titulärakten 1927, sitt namn till Förenade kungariket Storbritannien och Nordirlands Parlament och därigenom även det namn som används i formell mening för statsbildningen som sådan, då denna inte har något eget officiellt namn. Republiken Irland utropade slutgiltigt sin självständighet 1949 och klippte banden med den brittiske monarken. För Nordirland tog perioden med självstyre slut då Nordirlands parlament suspenderades 1972, och styret övertogs av en minister i den brittiska regeringen i London. Före 1972 fanns det bild av att det var möjligt att referera till landet som enbart Storbritannien, det vill säga England, Wales och Skottland, utan att ta hänsyn att statsbildningen alltsedan 1801 fortfarande inkluderade Nordirland, eftersom denna del av landet ensamt hade ett omfattande självstyre. Efter att det irländska självstyret dragits in 1972 är denna uppfattning dock felaktig. Det begränsade självstyre och den regionala lagstiftningsmakt som infördes genom bland annat det Skotska parlamentet 1997, och Northern Ireland Assembly 1998, representerar något annat än den form av omfattande hemmastyre som Nordirland tilläts utöva mellan 1921 och 1972. 